# Onthobium caledonicus
Onthobium caledonicus là một loài bọ cánh cứng trong họ Bọ hung (Scarabaeidae).